# Armand de Vignerot du Plessis
Armand Désire de Vignerot du Plessis, vévoda d’Aiguillon (31. října 1761, Paříž – 4. května 1800 Hamburk) byl jeden z aktérů Velké francouzské revoluce.
Vévoda d’Aiguillon byl poslancem 2. stavu, kde patřil k levici. Byl jedním ze spoluiniciátorů zrušení feudálních privilegií 4. srpna 1789. Ve válce s Rakouskem velel oddílu Rýnské armády. Protože ho Národní konvent podezříval z velezrady, dezertoval a usadil se v Hamburku, kde i zemřel.